# Max Frisch

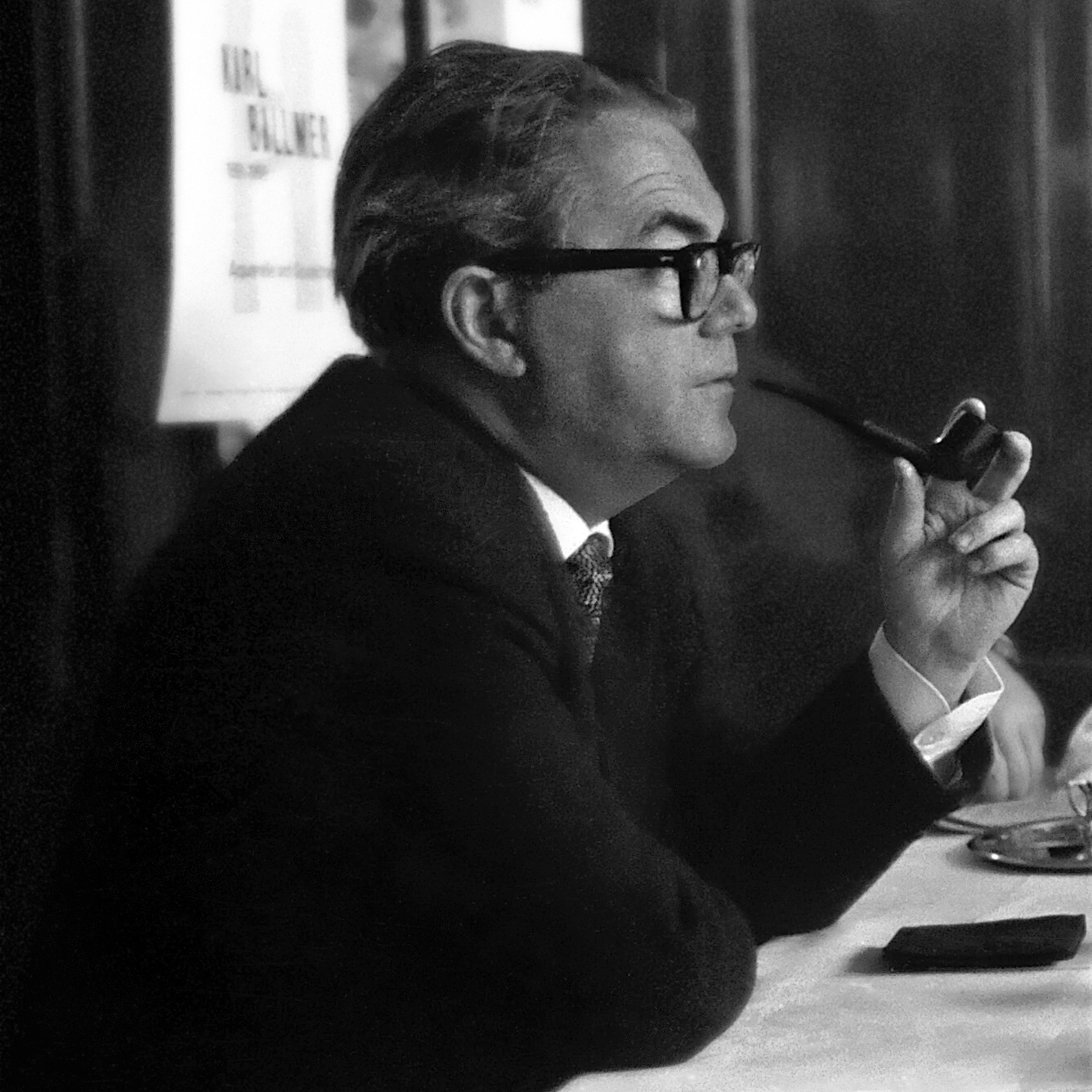
Max Frisch

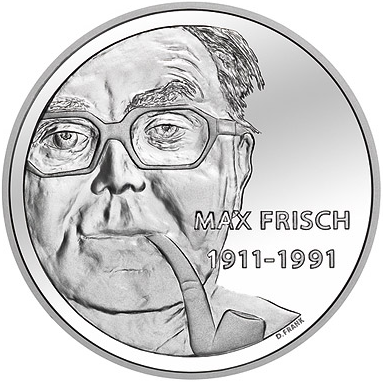
Max Frisch op een gedenkmunt van 20 Zwitserse frank

Max Frisch (Zürich, 15 mei 1911 – aldaar, 4 april 1991) was een Zwitsers architect en romanschrijver. 

## Biografie
Frisch wordt geboren als zoon van de architect Franz Bruno Frisch en Karolina Bettina Wildermuth. Tijdens zijn schooldagen begint Max al met het schrijven van korte toneelstukken die nooit echt gespeeld worden. In 1930 schrijft Max zich in aan de Universiteit van Zürich om daar Duitse literatuur en kunstgeschiedenis te studeren.
Zijn eerste roman verschijnt uiteindelijk in 1934 en heet Jürg Reinhart en wordt in 1936 opnieuw uitgegeven als Die Schwierigen. Andere bekende prozawerken zijn Homo faber uit 1957 en Mein Name sei Gantenbein uit 1964. In 1936 schrijft Max zich in voor de Architectenopleiding aan de Hogeschool van Zürich en studeert 5 jaar lang om in 1941 zijn diploma in architectuur te behalen.
Tot de verplichte schoollectuur in Duitsland behoort zijn toneelstuk Andorra, dat in 1961 verscheen en over antisemitisme en massapsychologie handelt. Het is een relatief statisch 'Stück in zwölf Bildern', dat een aantal niet mis te verstane vragen met betrekking tot schuld, het besef en de onderkenning ervan, op poignante wijze oproept. 
Verder is vooral in Nederland zijn stuk Herr Biedermann und die Brandstifter zeer bekend. Oorspronkelijk was het bedoeld als radiohoorspel (1955) en later is het bewerkt voor toneel (1958).
In 1958 ontving Max Frisch de Georg-Büchner-Preis. 
Max Frisch overleed na een langdurig ziekbed op bijna 80-jarige leeftijd.

## Werken
- 1934 Jürg Reinhart. Eine sommerliche Schicksalsfahrt
- 1937 Antwort aus der Stille
- 1939 Blätter aus dem Brotsack : Geschrieben im Grenzdienst
- 1943 J'adore ce qui me brûle oder Die Schwierigen
- 1944 Santa Cruz (première 1946)
- 1945 Nun singen sie wieder
- 1945 Bin oder die Reise nach Peking
- 1947 Die Chinesische Mauer
- 1947 Tagebuch mit Marion
- 1949 Als der Krieg zu Ende war
- 1950 Tagebuch 1946 - 1949
- 1953 Don Juan oder die Liebe zur Geometrie
- 1954 Stiller
- 1955 Achtung: die Schweiz (met Lucius Burckhardt en Markus Kutter)
- 1957 Homo faber
- 1958 Herr Biedermann und die Brandstifter
- 1961 Andorra
- 1963 Graf Öderland
- 1964 Mein Name sei Gantenbein
- 1968 Erinnerungen an Brecht
- 1968 Biographie: Ein Spiel (nieuwe versie in 1984)
- 1971 Wilhelm Tell für die Schule
- 1972 Tagebuch 1966 - 1971
- 1974 Essay Dienstbüchlein
- 1975 Montauk
- 1978 Triptychon
- 1979 Der Mensch erscheint im Holozän - De mens treedt op in het Holoceen
- 1982 Blaubart
- 1983 Forderungen des Tages. Portraits, Skizzen, Reden 1943-1982
- 1989 Schweiz ohne Armee? Ein Palaver
- 1990 Schweiz als Heimat? Versuch über 50 Jahre
- 1992 Lastige vragen uitgave in het Nederlands van Meulenhoff, ISBN 9789029098786, gedeeltelijk eerder verschenen in Dagboek 1966-1971: elf vragenlijsten van zo'n 25 vragen per hoofdstuk; essentiële levensvragen over bijvoorbeeld bestaan, huwelijk, leven en dood, hoop. Nawoord door Marcel Möring.

- Bibsys: 90067672
- Biblioteca Nacional de España: XX884052
- Bibliothèque nationale de France: cb11903643h (data)
- Catàleg d'autoritats de noms i títols de Catalunya: 981058518538206706
- CiNii: DA01966730
- Digitale Bibliotheek voor de Nederlandse Letteren: fris026
- Gemeinsame Normdatei: 118536109
- Historisch woordenboek van Zwitserland: 011804
- International Standard Name Identifier: 0000 0001 2119 2206
- Library of Congress Control Number: n80002513
- Nationale Bibliotheek van Letland: 000000809
- MusicBrainz: f6f08315-0590-4588-acec-9c105a8eeb5a
- Bibliotheek van het Japanse parlement: 00466775
- Nationale Bibliotheek van Tsjechië: jn19990002453
- Nationale bibliotheek van Australië: 35105107
- Nationale Bibliotheek van Israël: 987007261328705171
- Nationale Bibliotheek van Polen: a0000001187625
- Nationale en Universitaire bibliotheek Zagreb: 000010699
- Nederlandse Thesaurus van Auteursnamen: 068622732
- Réseau des bibliothèques de Suisse occidentale: 02-A003265761
- Istituto Centrale per il Catalogo Unico: CFIV036408
- LIBRIS: 137477
- SNAC: w6qr4xsx
- Système universitaire de documentation: 026875659
- Theaterlexikon der Schweiz: Max_Frisch
- Trove: 827990
- Union List of Artist Names: 500227829
- Virtual International Authority File: 7390328
- WorldCat: E39PBJyWXtkMbt9JYtQMCc4jG3